# Basílica de San Gaudencio
La basílica de San Gaudencio es una importante iglesia católica de la ciudad italiana de Novara, en la región del Piamonte, famosa por su elevada cúpula, obra de Alessandro Antonelli, que es uno de los distintivos de la ciudad. El edificio es la iglesia más alta de Italia, considerando que la Basílica de San Pedro está en la Ciudad del Vaticano.

## Historia
La iglesia fue edificada en el punto más alto de Novara entre 1577 y 1690, después de la destrucción, ordenada por Carlos V, de la vieja basílica extramuros que existía desde finales de 841, situada al principio de la actual vía XX Settembre.
El diseño fue confiado a Pellegrino Tibaldi, a quien son atribuibles la marcada verticalidad del edificio y el sentido de fuerte plasticidad que emana de la fachada y los flancos, ornados por nichos, ventanas y columnas que sobresalen poderosamente. La entrada a la basílica, de proporciones monumentales, está cerrada por una puerta de madera de nogal trabajada, con rosetas y cabezas de hierro fundido obra de Alessandro Antonelli, quien también diseñó la imponente cúpula de 121 metros de altura, terminada en 1887.

## Descripción

### Exterior

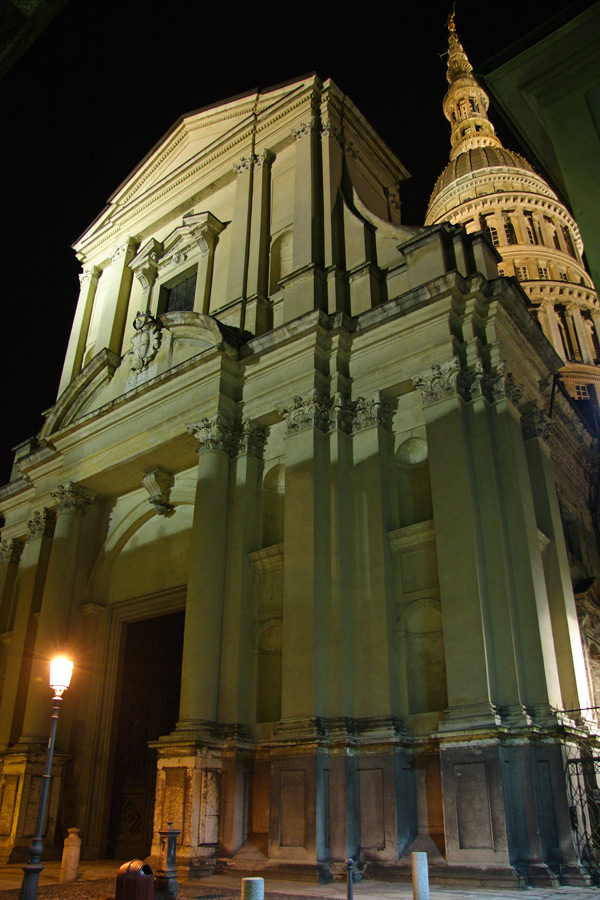
Vista de la fachada y la cúpula

#### El campanario

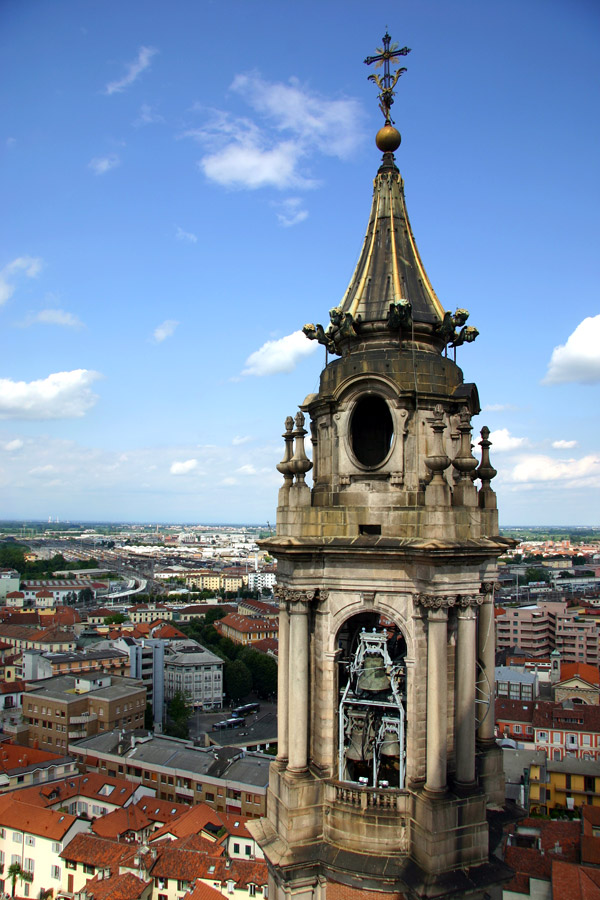
El campanario, visto desde la cúpula

El campanario, de 92 metros de altura, fue diseñado por Benedetto Alfieri, tío del famoso dramaturgo Vittorio Alfieri, y fue construido entre 1753 y 1786. Se encuentra aislado de la iglesia, a la izquierda del ábside, y está hecho de ladrillo y granito de Baveno.
Antes de su construcción, había una torreta campanario temporal sobre la pilastra suroeste de la iglesia, que entrañaba el riesgo de dañar a la estructura del edificio con las vibraciones producidas por las campanas. En 1753 se decidió construir una nueva torre, juzgándole prioritario sobre la construcción de una nueva cúpula, y se encargó el proyecto a Alfieri, arquitecto de la Casa Savoia. En 1773, cuando faltaba solo la celda del campanario, el trabajo fue suspendido por falta de fondos. La obra no se completará hasta 1786, 33 años después del inicio de las obra y 19 años después de la muerte de su creador.
Los ángeles de bronce colocados en la parte superior son obra de Giovan Battista Agazzini.
Saliendo a través de la torre del campanario se puede acceder al bajotecho del ábside de la iglesia y luego a la "Sala del Compás" ("Sala del Compasso"), que conserva el antiguo compás utilizado por Antonelli para dibujar a escala 1:1 las curvas de los anillos que soportan la cúpula.
El campanario tiene el mayor concierto de campanas del "Sistema Ambrosiano". El concierto consta de 8 campanas afinadas en sol mayor, más una novena campana utilizada como reclamo, aunque adolece de algunos problemas de falta de afinación y timbre de alguna campana. El campanón no suena desde 1987, año en el que se fisuró en el punto de impacto.
| Campana | cm    | Autor                     | Procedencia | Año  |
| ------- | ----- | ------------------------- | ----------- | ---- |
| Sol 2   | 201,1 | Pietro Giuseppe De Giorgi | Alessandria | 1774 |
| La2     | 171,6 | Achille Mazzola           | Valduggia   | 1962 |
| Si2     | 149,8 | Pietro Giuseppe De Giorgi | Alessandria | 1774 |
| Do3     | 142,6 | Achille Mazzola           | Valduggia   | 1962 |
| Re3     | 126,9 | Achille Mazzola           | Valduggia   | 1962 |
| Mi3     | 113,2 | Achille Mazzola           | Valduggia   | 1962 |
| Fa#3    | 102,8 | Achille Mazzola           | Valduggia   | 1962 |
| Sol3    | 92,6  | Achille Mazzola           | Valduggia   | 1962 |
| Mib4    | 60,0  | Gaudenzio Mario           | Novara      | 1711 |

#### La cúpula

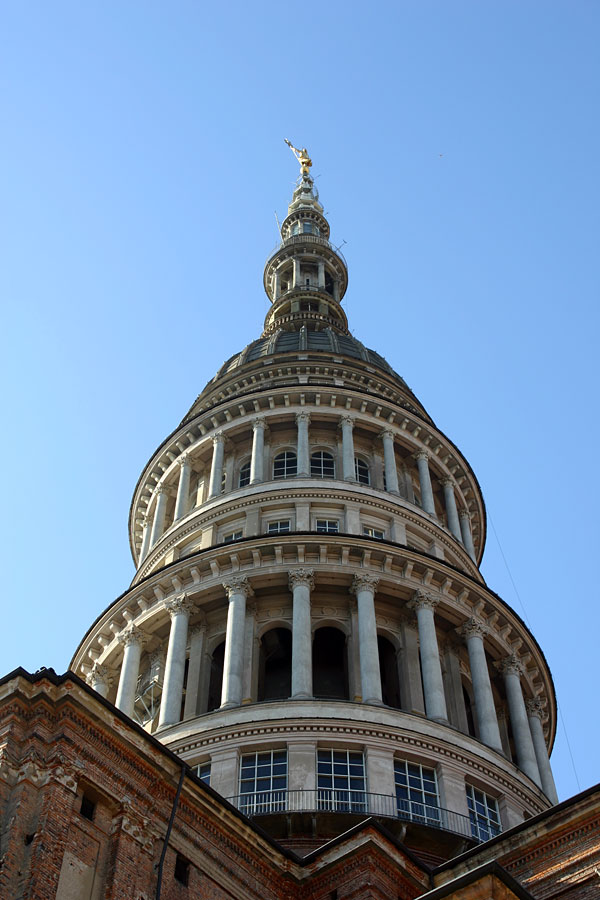
Perspectiva de la cúpula de San Gaudencio

El elemento arquitectónico más importante de la iglesia es su majestuosa cúpula-torre, de 121 metros de altura, diseñada por el arquitecto-ingeniero Alessandro Antonelli y convertida en símbolo de la ciudad y signo distintivo de su paisaje urbano, observable desde todas las arterias que conducen a la ciudad. Sobre un tambor de ladrillo, se ha levantado una torre circular escalonada, en la que se suceden tres anillos de diámetro decreciente, dos con un doble orden de ventanales y columnatas y el final con lunetos. Sobre este último, se construye una cúpula apuntada sobre la que hay una linterna-remate de cuatro alturas que finaliza en una aguja en la que está colocada una estatua de Cristo Salvador. La torre-cúpula representa un ejemplo de estilo neoclásico, típico del gusto antoneliano. El edificio es la iglesia más alta del país, considerando que la Basílica de San Pedro está en la Ciudad del Vaticano.
En la primera mitad del siglo XIX, con el dinero recaudado por el impuesto a la carne (cada vez que un habitante de la ciudad compraba un kilo de carne tenía que pagar una tasa adicional), la Comuna de Novara acumuló una suma que decidió invertir en la construcción de una cúpula en la basílica existente de San Gaudenzio, encomendándoselo al arquitecto de Novara.  El primer proyecto de la cúpula se presentó a la municipalidad en 1841. Tres años más tarde se comenzó a trabajar, pero en 1855, Antonelli, debido a los retrasos causados por las guerras de independencia, presentó un segundo proyecto que elevaba la altura de la cúpula mediante la inserción de una corona de pilastras, recuperando de este modo el disfrute visual del monumento.
En 1860 presentó un nuevo proyecto, que elevaba hasta el edificio, a una administración cada vez más preocupada por el aumento de los costos y que desconfiaba del arquitecto. Pero la constancia de Antonelli logró que dos años después la construcción de la cúpula llegara a su fin. Faltaba sólo la torre, que fue construida entre 1876 y 1878. En la parte superior, el 16 de mayo del mismo año, se colocó una estatua de Cristo Salvador (y no de San Gaudencio como se podría imaginar) realizada en bronce recubierto con pan de oro, de casi 5 metros de altura, diseñada por Pietro Zucchi. Contando la altura de esa estatua, el edificio alcanza una altura de 126 metros. Actualmente la estatua de la cúpula es una copia moderna de fibra de vidrio, mientras que el original, dañado por el tiempo, se encuentra en el interior de la basílica, en el transepto izquierdo.

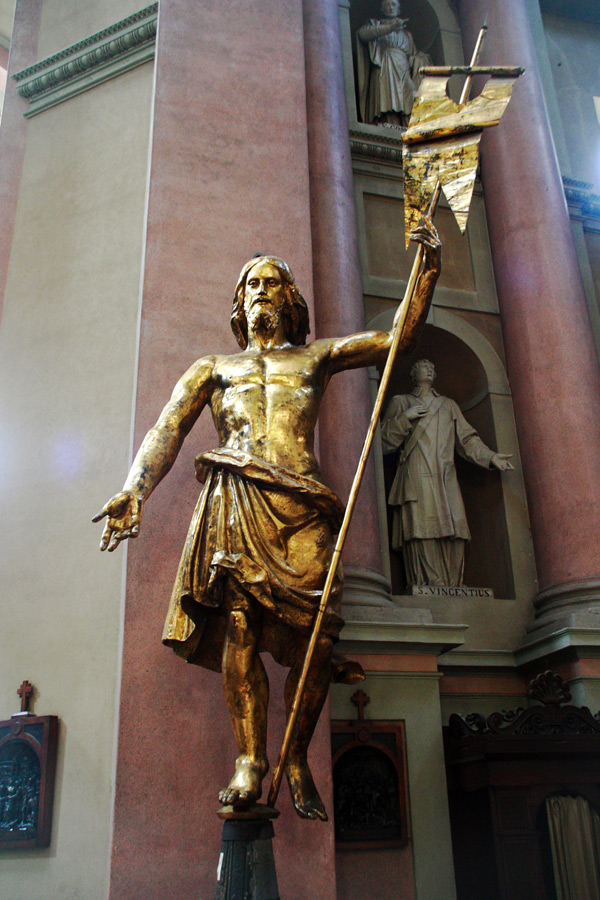
La estatua original del Salvador

La primera bóveda de la cúpula está decorada internamente con un motivo floral en relieve, mientras que la vuelta de la sección superior aparece blanca. La intención del arquitecto era que debería haber sido decorada con una serie de frescos visibles desde la parte baja de la iglesia, pero el proyecto nunca se realizó.
Para la construcción de la cúpula, Antonelli decidió utilizar solamente material de la región, para vincularla más estrechamente a su lugar de pertenencia;  la estructura está hecha de ladrillos y cal, sin uso de hierro, y por lo tanto es uno de los edificios de mampostería más altos del mundo. Este registro, que fue durante mucho tiempo de la Mole Antonelliana de Turín, pasó al Ayuntamiento de Filadelfia cuando se derrumbó en 1953 la torre de 47 metros de la Mole, siendo reconstruida con un refuerzo de vigas de acero. Antonelli confió a las bóvedas costilladas que se suceden la función de soportar el cuerpo superior de la cúpula, usando estructuras arqueadas internas como elementos de descarga. En el interior de los paramentos externos hay una segunda estructura de ladrillos que sostiene diversas partes de la construcción. La maestría de Antonelli es haber sabido conjugar una estructura precedente con una cúpula de diversa naturaleza y dimensión. La bóveda final ha sido recientemente restaurada.
El peso total de la cúpula supera las 5.500 toneladas y al terminarse la iglesia, que 200 años antes no se había pensado para soportar tal peso, comenzó a mostrar signos de fallos estructurales (ya evidentes durante las primeras etapas de la construcción). Desde 1881, Antonelli se dedicó a la consolidación de las cuatro pilonas de la basílica que sostienen la cúpula y al aumento de sus cimientos. El arquitecto demostró su valía y su obra, después de más de 125 años, sigue siendo firme en su lugar. El trabajo llegó a su fin a principios de 1887, justo en ocasión de la festividad del santo patrono (22 de enero).
El riesgo de colapso es un temor familiar en Novara y con los años ha habido muchos momentos de falsas alarmas. Como menciona una placa en el interior de la basílica, el edificio permaneció cerrado durante casi 10 años, entre 1937 y 1947, precisamente a causa de esas preocupaciones. Pero la genialidad de Alessandro Antonelli fue haber diseñado el edificio descomponiéndolo en una serie de círculos concéntricos que se elevan hacia el cielo, cada vez más pequeños, descargando así el peso en la estructura portante. En caso de un fallo estructural, la cúpula colapsara sobre sí misma y no caerá sobre los edificios circundantes. En los últimos años, se han instalado en el interior del edificio una serie de sofisticados sistemas de alerta para controlar cualquier peligro de cedimiento, grietas u oscilaciones, similares a los de la famosa torre inclinada de Pisa.
Aunque es menos conocida y celebrada que la Mole Antonelliana, la cúpula de San Gaudencio es un ejemplo de arquitectura particularmente audaz, construida enteramente de ladrillo portante y magistralmente insertada sobre un edificio ya existente; por ello no es acertado considerarla una copia más pequeña del monumento turinés.

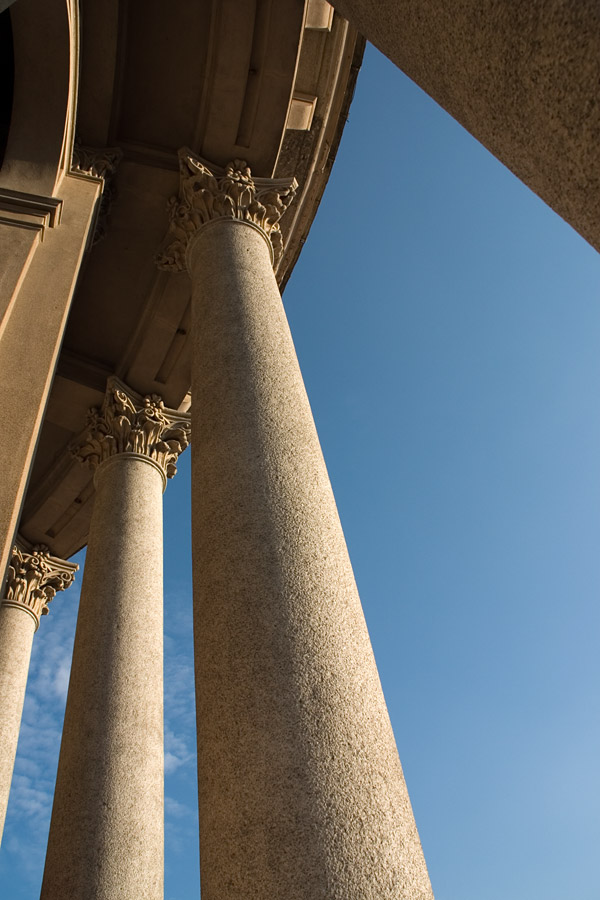
La columnata del primer nivel
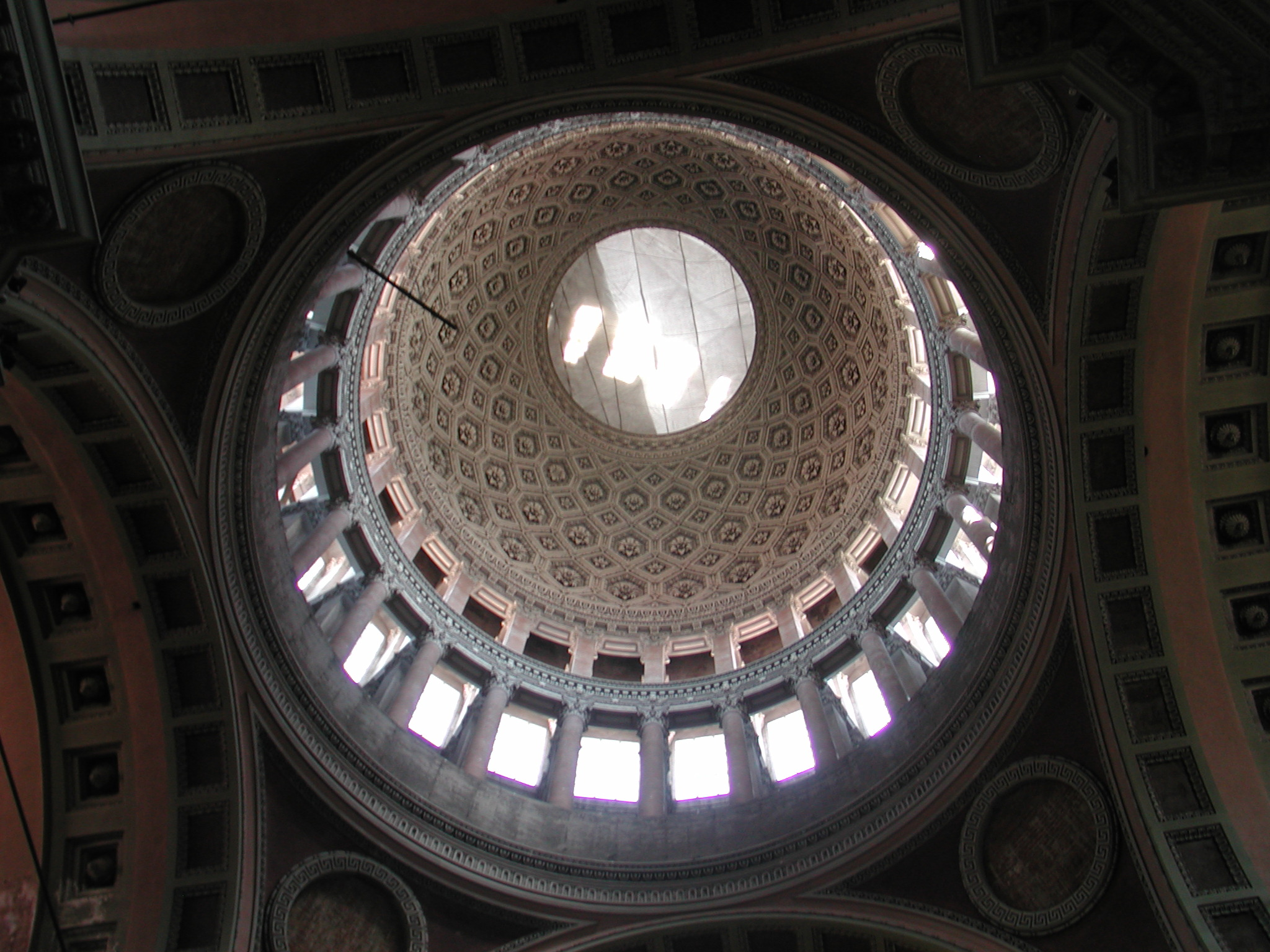
La cúpula vista desde el interior de la iglesia
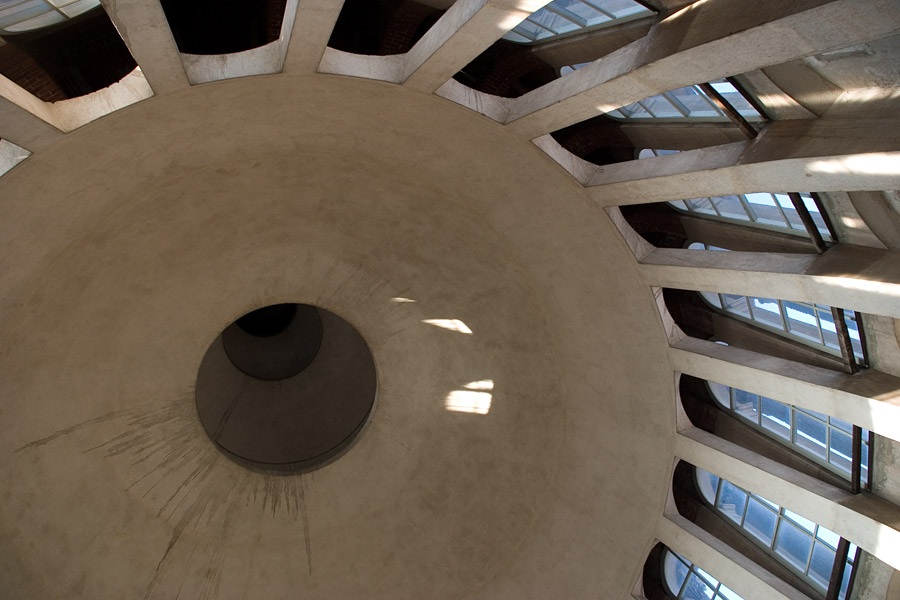
Interior de la cúpula sobre la iglesia, que permanece sin decoración
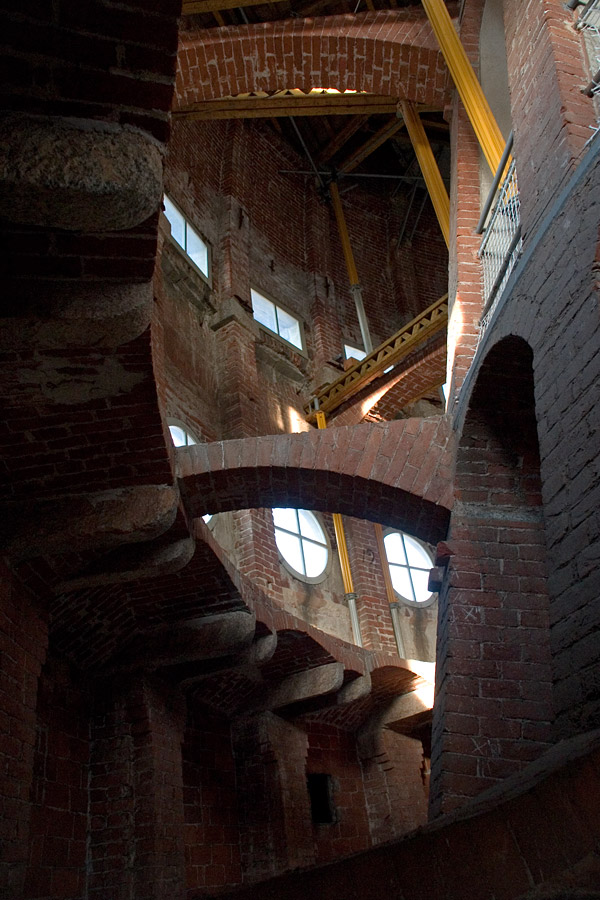
Estructura interna de la cúpula por encima de la segunda columnata
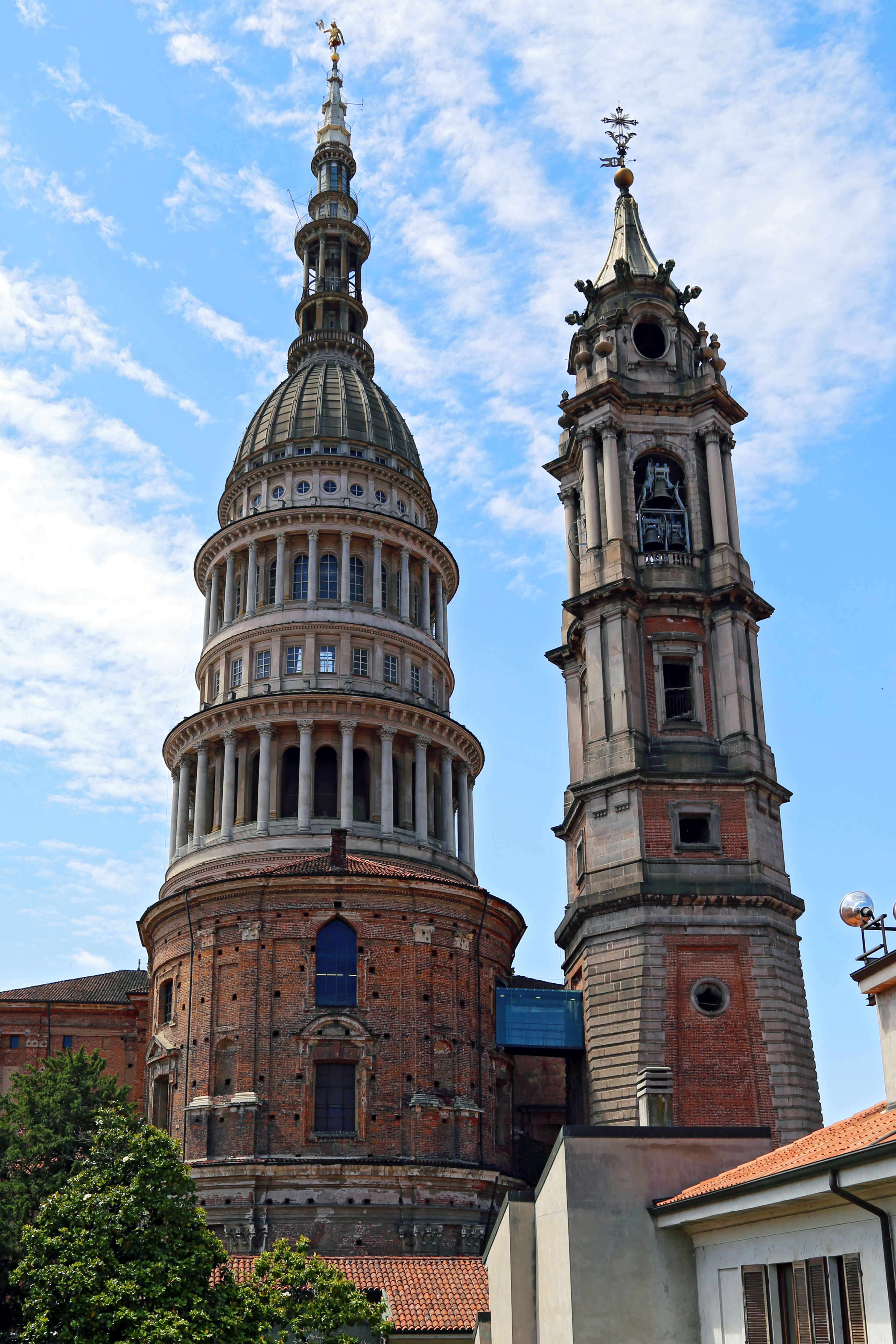
La torre y la cúpula de la basílica de San Gaudencio vistos desde las oficinas municipales

### Interior

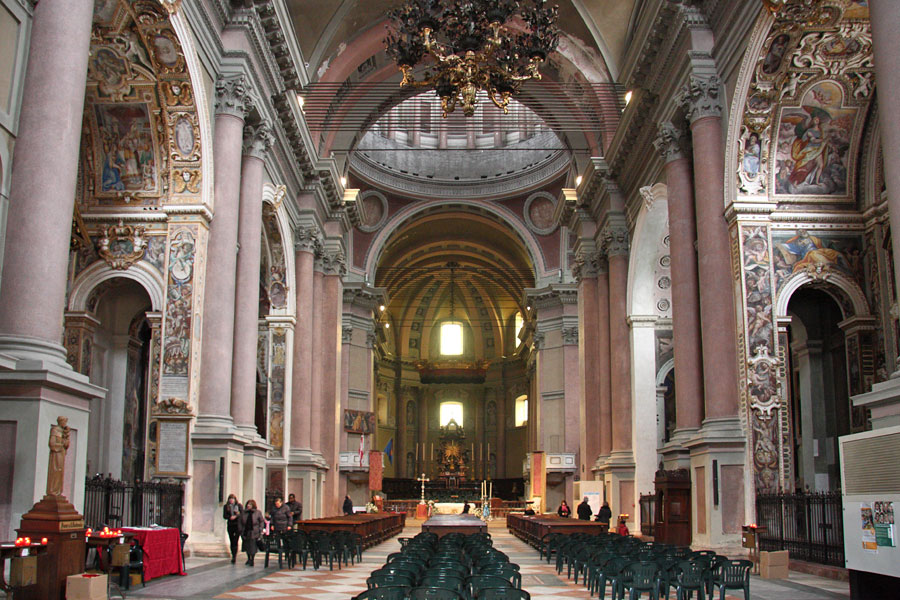
Interior de la basílica

El interior, de planta de cruz latina, consta de una sola nave, flanqueada por capillas laterales conectadas entre sí, de un gran transepto y de un profundo presbiterio. Al comienzo de la nave central domina, suspendida, una enorme lámpara de araña con flores de hierro forjado en memoria del encuentro de Gaudencio, obispo de Novara, y san Ambrosio, obispo de Milán, así como el secular suministro de cera de parte de las 59 comunas de la comarca y de 12 casas patricias de la Basílica Cívica que se sucede todos los años, el 22 de enero, con motivo de la fiesta patronal dedicada al santo. En la iglesia hay muchas obras de arte:
- en la capilla de la Buena Muerte (primera del lado derecho), una Deposición de Jesús obra de Moncalvo, sobre la bóveda frescos de Morazzone, y en la pared derecha la tela Juicio Final, también de Morazzone.
- en la capilla de la circuncisión (segunda del lado derecho), sobre el altar, circuncisión de Giovan Battista Della Rovere, llamado  il Fiammenghino.
- en la capilla del Crucifijo (tercera de la derecha), un Crucifijo tradicionalmente atribuido a Gaudenzio Ferrari; en alto, sobre el altar, Ángeles de Grazioso Rusca; en la pared izquierda, Madonna, un fresco del siglo XV procedente del Oratorio de San Lucas.
- a la izquierda del altar del transepto derecho una escalera da acceso a la Capilla de lo Oscuro (1674-1711), de planta octogonal, con hermosas puertas de acero y bronce y rico revestimiento de mármoles preciosos con adornos de bronce; en cuatro nichos, hermosas estatuas de los santos Adalgiso, Agabio, Lorenzo y Giulio; en la bóveda, Triunfo de San Gaudencio, fresco de Stefano Legnani.
- sobre el altar, ricamente decorado con relieves de bronce en campo de lapislázuli, una gran urna octogonal en plata y cristal contiene el cuerpo de San Gaudencio, obra de Francesco Castelli.
- en el presbiterio, el relieve del altar mayor barroco, destaca por la riqueza de los mármoles y adornos de bronce diseñados por Carlo Beretta y fundidos por Carlo y Francesco Pozzi, por Giovanni Battista Agazzini y Carlo Esartier; en la pared izquierda, cattedra marmórea en la que se sientan los obispos en el día de su llegada.
- en el transepto izquierdo, San Adalgiso dona a los canónicos de la basílica de San Gaudencio las mercancías de Cesto, gran lienzo de Pelagio Palagi  (1833).
- en la capilla de Nuestra Señora de Loreto (tercera a la izquierda), en torno al altar, frescos de Stefano Legnani, y, en la pared de la derecha, La Natividad, fresco de Bernardino Lanino procedente del monasterio de Santa Ágata.
- en la capilla de la Natividad (segunda a la izquierda), un gran políptico de dos pisos de Gaudenzio Ferrari (1516), previamente almacenado en la vieja basílica y que consta:

- en el superior: Gabriel, Natividad y Anunciación
- en el inferior: Madonna con el Niño y los santos Ambrosio , Agabio y otro santo
- a la izquierda: San Pedro y San Juan Bautista
- a la derecha: San Pablo y San Gaudenzio.

- en la capilla del Ángel Custodio (primera a la izquierda), frescos de Tanzio da Varallo (1629); notable el lienzo de la pared de la izquierda que representa La batalla de Senaquerib (1627-1629).
- en la sacristía, en el acceso de la pared izquierda del transepto derecho, un San Jerónimo atribuido José de Ribera, el Españoleto.
- en la capilla del Santísimo Sacramento, en el acceso de la pared derecha del transepto izquierdo, 8 tablas con escenas de la vida de San Gaudencio, de Giovan Mauro Della Rovere.

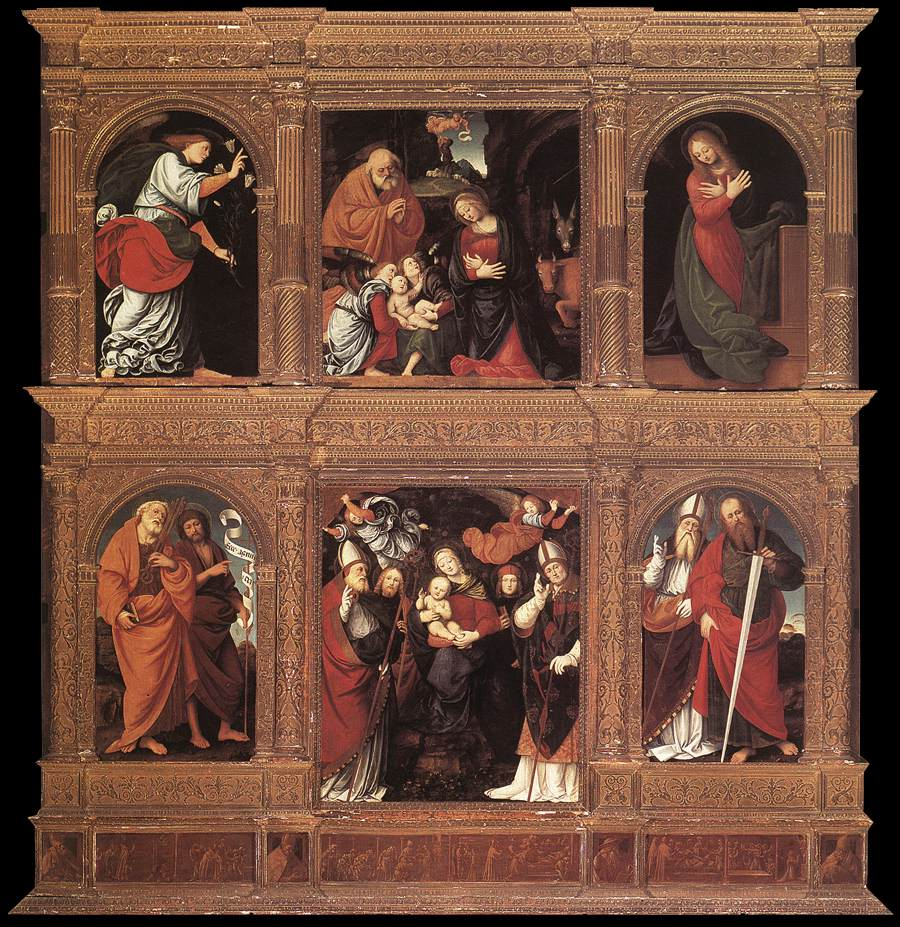
Políptico de Gaudenzio Ferrari
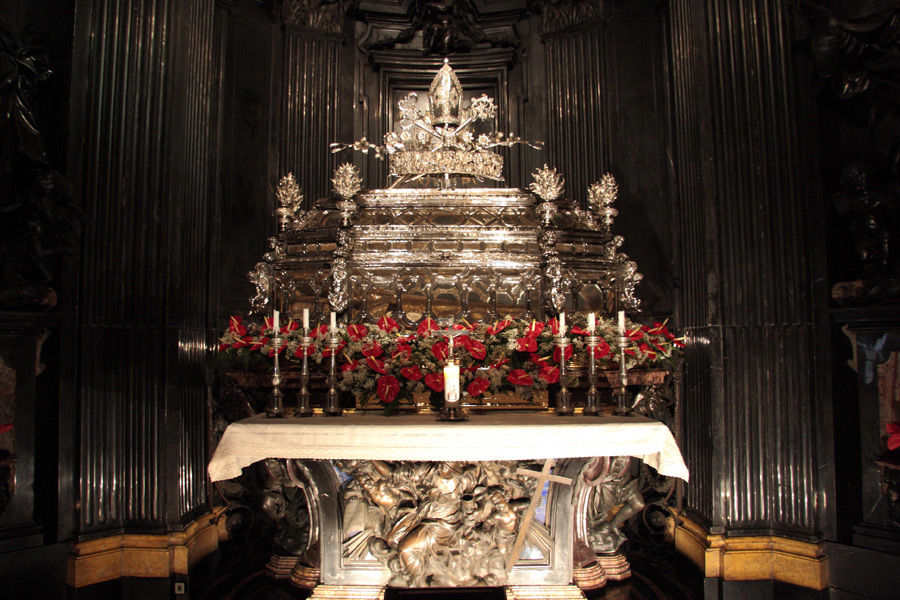
La urna en la cripta
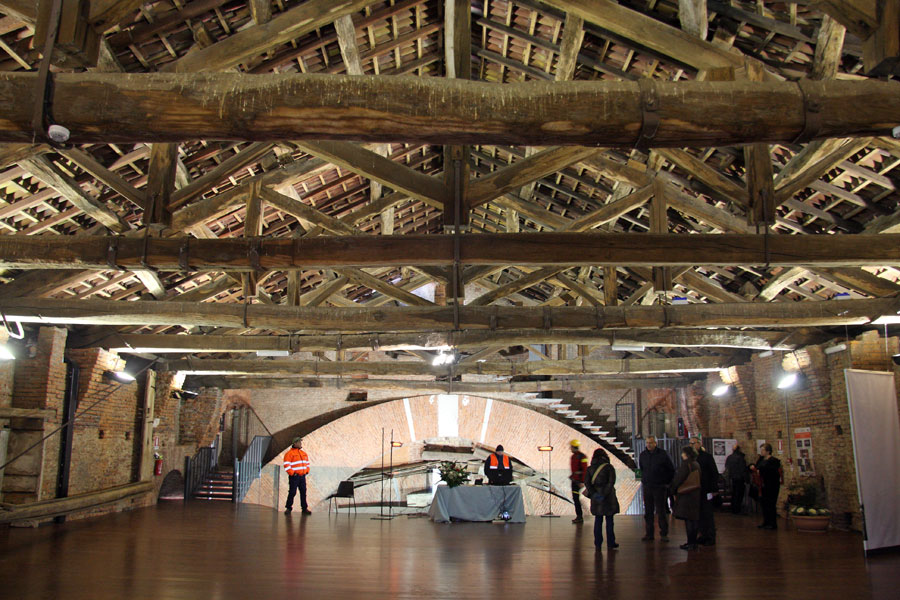
La Sala del Compás situada en el bajotecho del ábside
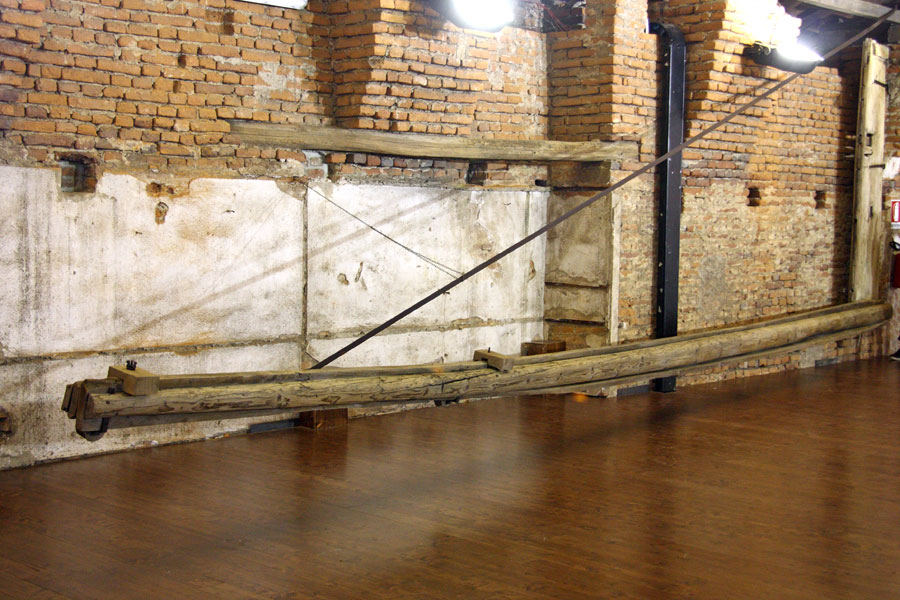
El antiguo compás usado por Alessandro Antonelli para diseñar la vuelta que soportan la cúpula

### Órgano de tubos
El primer órgano tubular de la Basílica de San Gaudencio fue un pequeño órgano positivo construido en el siglo XVII y colocado en la Capilla del Santísimo Sacramento. En el siglo siguiente, el órgano se colocó sobre la cantoria de la izquierda del presbiterio y fue ampliado según el gusto de la época. Será sustituido por un órgano más grande, terminado en 1829 por los hermanos Fratelli Serassi, de dos teclados y pedales con un total de 50 registros. Sobre la cantoria del frente, fue construido en 1831 por los mismos constructores de órganos otro órgano, pero de menor tamaño. Ambos órganos fueron desmontados durante la construcción de la cúpula y vueltos a montar en 1888. A principios del siglo XX, Alessandro Mentasti  restauró los órganos de acuerdo con los dictados de la Reforma Ceciliana y, en 1929, ambos fueron electrificados. Durante los trabajos de consolidación de la bóveda (1937-1947), el órgano principal fue dañado sin posibilidad de reparación y, en la reapertura de la iglesia, en su lugar fue construido por Vincenzo Mascioni una nueva instrumento diseñada por Ulisse Matthey. El órgano fue inaugurado en 1949 y fue restaurado en 1977. El instrumento es de transmisión eléctrica y la consola, que se encuentra en el presbiterio, tiene tres teclados de 61 notas cada uno y un pedalero cóncavo-radial de 32 pédales. El órgano menor Serassi, sin embargo, que permanece intactos en sus características fonéticas, está actualmente (2011) en muy mal estado.

#### Disposición fónica del órgano MascioniOpus 632
| Prima tastiera - Positivo espressivo |           |
| Principale                           | 8'        |
| Flauto                               | 8'        |
| Viola                                | 8'        |
| Ottava                               | 4'        |
| Flauto                               | 4'        |
| Décima quinta                        | 2'        |
| Ripieno                              | 4 file    |
| Sesquialtera                         |           |
| Cornetto                             | combinato |
| Clarinetto                           | 8'        |

| Seconda tastiera - Grand'Organo |        |
| Principale                      | 16'    |
| Principale I                    | 8'     |
| Principale II                   | 8'     |
| Flauto traverso                 | 8'     |
| Dulciana                        | 8'     |
| Flauto a camino                 | 8'     |
| Ottava                          | 4'     |
| Flauto                          | 4'     |
| Duodécima                       | 2.2/3' |
| Décima quinta                   | 2'     |
| Ripieno grave                   | 3 file |
| Ripieno acuto                   | 4 file |
| Voce umana                      | 8'     |
| Tromba                          | 8'     |
| Campane                         |        |

| Terza tastiera - Espressivo |        |
| Bordone                     | 16'    |
| Eufonio                     | 8'     |
| Principale                  | 8'     |
| Flauto                      | 8'     |
| Quintadena                  | 8'     |
| Viola da gamba              | 8'     |
| Salicionale                 | 8'     |
| Ottava                      | 4'     |
| Flagioletto                 | 4'     |
| Silvestre                   | 2'     |
| Ripieno                     | 3 file |
| Voce celeste                | 8'     |
| Coro viole                  | 3 file |
| Tromba armónica             | 8'     |
| Oboe                        | 8'     |
| Voce corale                 | 8'     |

| Pedale       |        |
| Acústico     | 32'    |
| Contrabbasso | 16'    |
| Principale   | 16'    |
| Subbasso     | 16'    |
| Bordone      | 16'    |
| Basso        | 8'     |
| Bordone      | 8'     |
| Principale   | 8'     |
| Cello        | 8'     |
| Quinta       | 5.1/3' |
| Ottava       | 4'     |
| Ripieno      | 6 file |
| Bombarda     | 16'    |
| Tromba       | 8'     |
| Tromba       | 4'     |
| Campane      |        |

#### Disposición fónica del órgano Serassi
| Manual        |             |
| Principale    | 16' Bassi   |
| Principale    | 16' Soprani |
| Principale    | 8' Bassi    |
| Principale    | 8' Soprani  |
| Ottava        | 4' Bassi    |
| Ottava        | 4' Soprani  |
| Quintadecima  | 2'          |
| Flauto        | 8' Soprani  |
| Flauto        | 4'          |
| Viola         | 4'          |
| Tromba        | 8' Bassi    |
| Tromba        | 8' Soprani  |
| Corno inglese | 8' Soprani  |

| Pedal                    |
| Contrabbassi con Valvole |
| Bassi Armonici           |